# Huracán Marie (2014)
El huracán Marie está empatado como el sexto más intenso en el Pacífico oriental, alcanzando una presión barométrica de 918 hectopascales (mbar; 27,11 inHg) en agosto de 2014. El día 10 de agosto, una onda tropical salió del continente africano al océano Atlántico. Cierta organización en su actividad tormentosa tomó lugar, sin embargo, el aire seco inició a influir sobre el sistema e impidió su fortalecimiento. La onda se desplazó al oeste a través del mar Caribe por varios días. El 19 de agosto, un área de baja presión se consolidó asociada con la onda tropical al oeste de Centroamérica. Encontrándose en condiciones favorables, la actividad convectiva y de bandas lluviosas incrementaron alrededor del sistema y el 22 de agosto, el sistema adquirió suficiente organización para ser declarada como la depresión tropical Trece-E (13E). Su desarrollo fue inicialmente de ritmo rápido, con la adquisición de la depresión de vientos con fuerza de tormenta tropical en un período de seis horas y de fuerza de huracán el 23 de agosto. Sin embargo, debido a una cizalladura de viento, su tasa de intensificación fue estancada y por un tiempo, permaneció como huracán de categoría uno. Luego, el 24 de agosto, el Marie desarrolló un ojo y rápidamente se intensificó a huracán de categoría cinco. El 25 de agosto, el Marie tuvo un ciclo de reemplazamiento de pared de ojo y se debilitó a huracán de categoría cuatro. En los siguientes días, el Marie se debilitó gradualmente por debajo de la intensidad de huracán a medida que se desplazó dentro de un ambiente muy hostil con aguas frías y atmósfera más estable. El 29 de agosto, luego de haber perdido todo signo de convección profunda organizada, el Marie finalmente se degradó a un sistema de remanentes. El extenso sistema se desvaneció gradualmente sobre los próximos días, con vientos subsidiendo por debajo a los de fuerza galerna el 30 de agosto. El remanente del ciclón finalmente perdió definición de su centro de circulación y se disipó el 2 de septiembre a 1950 kilómetros al noreste de Hawái.
Aunque el centro del Marie permaneció fuera de todo contacto con tierra en toda su existencia, su largo tamaño trajo olas a áreas del suroeste de México hasta el norte, llegando al sur de California. En Colima y Oaxaca, lluvias torrenciales de las bandas lluviosas del sistema causaron inundaciones, resultando en dos fatalidades. Efectos similares se sintieron a través del estado de Baja California Sur. Al final del mes de agosto, el Marie trajo una de las oleadas más grandes relacionadas con huracanes en el sur de California en décadas. Los oleajes entre 3 y 4,6 metros de altura impactaron áreas costeras, provocando daños en la isla Santa Catalina y el Área Metropolitana de Los Ángeles. Una persona murió ahogada mientras surfeaba cerca de la playa de Malibú. Más notablemente, un rompeolas cerca de Long Beach sostuvo USD $10 millones en daños con varias porciones cercenadas. Se realizaron cientos de rescates en el mar debido a la tormenta y por otro lado, los daños excedieron los USD $20 millones.

## Historial meteorológico
El 10 de agosto de 2014, el Centro Nacional de Huracanes (NHC) empezó a monitorear una onda tropical que se desplazaba al oeste a lo largo de la costa occidental de África y centrado a lo largo del meridiano 16 oeste. Acompañado de actividad convectiva desorganizada, se esperaba que una ciclogénesis ocurriera lentamente. Una extensa área de baja presión se formó en conjunto con la onda entre África y el archipiélago de Cabo Verde. Acoplada con una vaguada elongada, el débil sistema paralizó su organización y su convección pronto disminuyó. La interacción con una vaguada monzónica potenció la actividad lluviosa y tormentosa el 11 de agosto, a través de un área extensa al suroeste de Cabo Verde; sin embargo, la circulación superficial se había disipado para ese tiempo. Un desarrollo ya no era esperado sobre los siguientes días mientras el aire seco proveniente del desierto del Sahara creó un área hostil para una organización ciclónica. La onda continuó desplazándose al oeste a través del Atlántico y entró al mar Caribe el 16 de agosto.
A inicios del 17 de agosto, la NHC anticipó que un área de baja presión se podría formar en los próximos cinco días al sur del golfo de Tehuantepec en el Pacífico oriental, con una probabilidad del 30% de ciclogénesis. Al siguiente día, la onda fue localizada sobre Panamá y la NHC subió el potencial de desarrollo al 60%. La onda cruzó al Pacífico oriental acompañada de convección, desarrollando a un área de baja presión el 19 de agosto. Las condiciones fueron favorables para un fortalecimiento adicional y la actividad tormentosa incrementó y se organizó el 20 de agosto. Luego de un incremento de sus bandas nubosas y frente de ráfaga alrededor de su centro bien definido, la NHC clasificó al sistema como la depresión tropical Trece-E a inicios del 22 de agosto, ubicado a 510 kilómetros al sur de Acapulco, estado de Colima.
| Huracanes más intensos en el Pacífico                                                             | Huracanes más intensos en el Pacífico | Huracanes más intensos en el Pacífico | Huracanes más intensos en el Pacífico | Huracanes más intensos en el Pacífico |
|                                                                                                   | Huracán                               | Año                                   | Presión mínima                        | Presión mínima                        |
| hPa                                                                                               | Huracán                               | Año                                   | inHg                                  |                                       |
| ------------------------------------------------------------------------------------------------- | ------------------------------------- | ------------------------------------- | ------------------------------------- | ------------------------------------- |
| 1                                                                                                 | Patricia                              | 2015                                  | 872                                   | 25.75                                 |
| 2                                                                                                 | Linda                                 | 1997                                  | 902                                   | 26.64                                 |
| 3                                                                                                 | Rick                                  | 2009                                  | 906                                   | 26.76                                 |
| 4                                                                                                 | Kenna                                 | 2002                                  | 913                                   | 26.96                                 |
| 5                                                                                                 | Ava                                   | 1973                                  | 915                                   | 27.02                                 |
| 5                                                                                                 | Ioke                                  | 2006                                  | 915                                   | 27.02                                 |
| 7                                                                                                 | Marie                                 | 2014                                  | 918                                   | 27.11                                 |
| 7                                                                                                 | Odile                                 | 2014                                  | 918                                   | 27.11                                 |
| 9                                                                                                 | Guillermo                             | 1997                                  | 919                                   | 27.14                                 |
| 10                                                                                                | Gilma                                 | 1994                                  | 920                                   | 27.17                                 |
| Las listas está solamente para los ciclones tropicales en el Océano Pacífico al norte del ecuador |                                       |                                       |                                       |                                       |

Las condiciones fueron favorables para que la recién desarrollada depresión se fortaleciera. El modelo de Esquema de Predicción Estadística de Intensidad de Huracán (Statistical Hurricane Intensity Prediction Scheme en inglés) predijo que el sistema podría convertirse en un ciclón de categoría cuatro en la escala de Saffir-Simpson cuando apenas era una depresión tropical. Solo seis horas después que la NHC emitiera su primer aviso, la agencia promovió a la depresión a la tormenta tropical Marie luego que su convección se organizara adicionalmente. Mientras tanto, una fuerte cresta subtropical sobre el norte de México guio al sistema a desplazarse al oeste-noreste. La tormenta rápidamente se organizó, desarrollando una nubosidad central densa compuesto de convección intensa; éste fue ayudada por la temperatura del agua o temperatura superficial del mar cálida y débil cizalladura vertical de viento. El 23 de agosto, la NHC promovió al Marie al estatus de huracán y un ojo inició a formarse a finales de aquel día. Al día siguiente, el ojo se hizo más evidente y rodeado de una poderosa pared de ojo, todo mientras la tormenta continuó intensificándose rápidamente. A las 21:00 UTC del 24 de agosto, la NHC promovió al Marie a la categoría cinco en la escala de Saffir-Simpson, el primero desde el huracán Celia de 2010. La agencia estimó su pico de intensidad de vientos sostenidos en un minuto de 140 nudos (260 km/h), basado en la clasificación Dvorak de 7.0.
Brevemente después que el Marie alcanzara su pico de intensidad, la convección se debilitó debido a un ciclo de reemplazamiento de pared de ojo, en el cual un ojo externo se formó. Además, la tormenta se debilitó debido al descenso gradual de la temperatura del mar. A inicios del 26 de agosto, el ojo se definió menos. El doble ojo persistió por aquel día, aunque la pared de ojo externa se abrió mientras la convección se debilitó aún más. A finales del 27 de agosto, el Marie se debilitó a tormenta tropical, el cual su circulación fue expuesta de la convección. Una fuerte cresta cerca de California causó a la tormenta acelerar más al oeste-noroeste, hacia un área de aguas muy frías y aire seco. Luego que la tormenta falló en producir adicionalmente convección, la NHC emitió su aviso final del Marie a las 09:00 UTC del 29 de agosto. La circulación remanente gradualmente desapareció mientras continuaba al noroeste. Durante el 30 de agosto, el sistema continuó produciendo vientos de fuerza galerna que cubrió un área de 925 kilómetros. Girando al oeste y luego al oeste-suroeste, el Marie lentamente se desplazó a través del Pacífico mientras permanecía como un extenso, pero débil ciclón. El ex-ciclón finalmente perdió su centro y se disipó el 2 de septiembre a 1950 kilómetros al noreste de Hawái.

## Preparaciones e impacto

### México
Aunque el centro del huracán Marie permaneció fuera de la costa, se emitió una alerta "verde" para el estado de Guerrero y alerta "azul" o mínima para los estados de Jalisco, Colima, Michoacán y Chiapas. Lluvias torrenciales en Oaxaca provocaron inundaciones y deslizamientos de tierra, en especial los distritos de Juquila y Pochutla. Cinco personas fueron arrastrada por un caudaloso río; todos resultaron heridos y rescatados. Una porción de la Carretera Federal 200 y un puente fueron clausurados. Aproximadamente 10.000 personas quedaron damnificadas en necesidad de ayuda y se requirió la declaración de estado de desastre para el estado de Oaxaca. La marejada ciclónica destruyó cuatro edificios y dañó a diez más. Inundaciones en los ríos Marabasco y San Nicolás provocaron dos fatalidades. También se reportaron inundaciones menores cerca de Acapulco y por el estado de Colima. En Guadalajara, varios árboles fueron derribados y 12 tiendas fueron cerradas.
En la costa de Los Cabos en Baja California Sur, un largo oleaje volcó a un bote de pesca con siete personas a bordo el 25 de agosto. Cuatro de ellos, fueron capaces de nadar a la costa mientras otros tres permanecieron desaparecidos. Las intensas bandas lluviosas a lo largo de la estructura principal del huracán Marie trajeron lluvias torrenciales en varias partes del estado. Los deslaves bloquearon varias vías cerca de Los Cabos mientras las ráfagas de viento derribaron árboles y postes de energía eléctrica. Con las condiciones peligrosas a la luz, todos los colegios de Los Cabos fueron cerrados para el 25 de agosto.

### Estados Unidos
Debido al largo tamaño del Marie, un incremento en el oleaje fue anticipado al norte del huracán. Avisos de alto oleaje (High Surf advisories en inglés) fueron emitidos en California, en especial del Área Metropolitana de Los Ángeles. Los pronosticadores de la oficina del National Weather Service advirtieron a los residentes en el condado de Los Ángeles y el condado de Ventura que podría ocurrir "potencialmente la oleada más alta generada por un huracán en años recientes". Se anticipó un oleaje entre 3 a 5 metros con riesgo de provocar inundaciones y dañar edificios. También se emitieron avisos para los condados de Orange y Santa Barbara.
La combinación de largo oleaje, high tide y una poderosa correntada de sur a norte provocada por el bight formada en la península de Palos Verdes resultó en inundaciones costeras significativas en Seal Beach.Varias propiedades frente al mar con longitud de cuatro cuadras fue afectado; varios apartamentos quedaron inundados por varios milímetros de agua en el piso. La erosión costera resultó en la pérdida de entre 7,600 y 15.200 metros cúbicos de arena; un estado de emergencia fue declarada para auxiliar con los esfuerzos de restauración. Cerca del muelle de Malibú, varios surfistas sucumbieron por el intenso oleaje y se golpearon unos con otros. El muelle de Malibú sostuvo daños mayores y una caseta salvavidas, construida en los años cincuenta, fue destruido. El Departamento de Bomberos del Condado de Los Ángeles (LAFD, por sus siglas en inglés) en conjunto con 115 salvavidas estuvieron a disposición a partir del 26 de agosto.

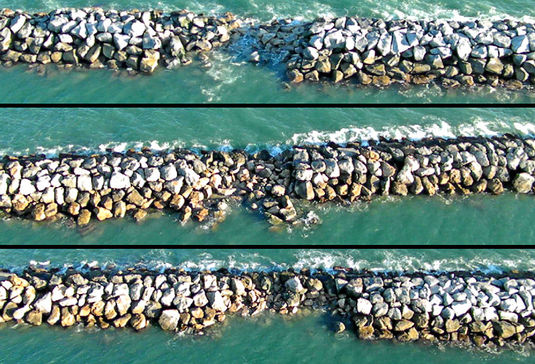
Rupturas de los diques de tierra en la playa de Long Beach.

Los ingenieros de las fuerzas armadas estadounidenses fueron enviados para evaluar los daños a los diques en Long Beach. A lo largo del dique, tres áreas fueron completamente destruidos por las olas mientras que otros cinco fueron significativamente dañados. Escombros del dique Navy Mole dañó una vía en Sea Launch, en Long Beach. Los ingenieros estimaron que podría costar algo más de USD $10 millones en reparar y reemplazar los diques dañados. Los daños en el puerto de Long Beach fueron estimados en al menos USD $1 millón. Menos de dos semanas después del paso del Marie, el huracán Norbert amenazó con empeorar los daños trayendo más oleaje al área. Con el dique aún por reparar, se reforzó con arena a lo largo de la playa y fueron suministrados sacos de arena a los residentes.
En la isla Santa Catalina muchas rocas con peso estimado de 3.000 libras o 1.360 kilogramos cada una, fueron desplazados tierra adentro por las olas. Daños sustanciales tomaron lugar en Avalon Harbor donde muchos botes zarpados fueron movidos de sus lugares. El puerto estuvo lleno de escombros por varios días, compuesto principalmente de madera. Un muelle en White's Landing fue también parcialmente destruido. Un bote de 8 metros de longitud fue volcado en la costa de Pebbly Beach en el Catalina Laundry, el único negocio de lavado de la isla. El edificio y un astillero cercano fue dañado. Los daños a través de la isla de Santa Catalina fueron estimados en al menos USD $3 millones.